# Cheiracanthium wilma
Espèce
Synonymes
- Helebiona wilma Benoit, 1977

Cheiracanthium wilma est une espèce d'araignées aranéomorphes de la famille des Cheiracanthiidae.

## Distribution
Cette espèce est endémique de Sainte-Hélène.

## Description
La carapace de la femelle holotype mesure 2,1 mm de long sur 1,2 mm et l'abdomen 3,1 mm et la carapace du mâle paratype mesure 1,5 mm de long sur 1,0 mm et l'abdomen 1,4 mm.

## Publication originale
- Benoit, 1977 : Fam. Clubionidae. La faune terrestre de l'île de Saite-Hélène IV. Musée Royal de l'Afrique Centrale Tervuren Belgique Annales Serie in Octavo Sciences Zoologiques, vol. 220, p. 64-81.